# TAF1D
TAF1D‏ (TATA-box binding protein associated factor, RNA polymerase I subunit D) هوَ بروتين يُشَفر بواسطة جين TAF1D في الإنسان.